# Krężnica Okrągła (gromada)
Krężnica Okrągła – dawna gromada, czyli najmniejsza jednostka podziału terytorialnego Polskiej Rzeczypospolitej Ludowej w latach 1954–1972.
Gromady, z gromadzkimi radami narodowymi (GRN) jako organami władzy najniższego stopnia na wsi, funkcjonowały od reformy reorganizującej administrację wiejską przeprowadzonej jesienią 1954 do momentu ich zniesienia z dniem 1 stycznia 1973, tym samym wypierając organizację gminną w latach 1954–1972.
Gromadę Krężnica Okrągła z siedzibą GRN w Krężnicy Okrągłej utworzono – jako jedną z 8759 gromad na obszarze Polski – w powiecie lubelskim w woj. lubelskim na mocy uchwały nr 12 WRN w Lublinie z dnia 5 października 1954. W skład jednostki weszły obszary dotychczasowych gromad Krężnica Okrągła i Zalesie ze zniesionej gminy Bełżyce w tymże powiecie. Dla gromady ustalono 11 członków gromadzkiej rady narodowej.
1 stycznia 1956 gromada weszła w skład nowo utworzonego powiatu bełżyckiego w tymże województwie.
1 stycznia 1957 z gromady Krężnica Okrągła włączono kolonie Zagórze Nr 1, 2 i 3 z gromady Chmielnik w tymże powiecie.
1 stycznia 1962 do gromady Krężnica Okrągła włączono wieś i kolonię Kierz ze zniesionej gromady Chmielnik oraz wieś i kolonię Skrzyniec, wieś i kolonię Wierzchowiska, wieś Wierzchowiska Dolne, wieś Wierzchowiska Górne, wieś Wierzchowiska Stare i kolonię Konstantynówka ze zniesionej gromady Skrzyniec w tymże powiecie.
Gromada przetrwała do końca 1972 roku, czyli do kolejnej reformy gminnej.